# Schottische Badmintonmeisterschaft 1968
Die Schottische Badmintonmeisterschaft 1968 fand in Edinburgh statt. Es war die 47. Austragung der nationalen Meisterschaften von Schottland im Badminton.

## Titelträger
| Disziplin    | Sieger                     |
| ------------ | -------------------------- |
| Herreneinzel | Robert McCoig              |
| Dameneinzel  | Muriel Ferguson            |
| Herrendoppel | Robert McCoig Jim Campbell |
| Damendoppel  | Wilma Reid Muriel Ferguson |
| Mixed        | Robert McCoig Wilma Reid   |